# ROH World Television Championship
O ROH World Television Championship é um título de wrestling profissional que pertence a Ring of Honor. Foi criado em janeiro de 2010. Seu primeiro campeão foi definido em um torneio envolvendo 8 lutadores vencido por Eddie Edwards. O atual campeão é Samoa Joe, que está em seu primeiro reinado.

## História
Em 20 de janeiro de 2010, a criação do ROH World Television Championship foi anunciada no site oficial da ROH. Um torneio de eliminação única de oito lutadores foi então planejado para determinar o campeão inaugural. O torneio começaria em 4 de fevereiro e terminaria em 6 de fevereiro na The Arena na Filadélfia, Pensilvânia, nas gravações do programa de televisão da ROH, Ring of Honor Wrestling. Com relação à adição do novo campeonato, o presidente da ROH, Cary Silkin, disse: "Estamos conversando sobre adicionar um campeonato secundário há algum tempo. Isso não apenas dará aos atletas da Ring of Honor mais um tremendo objetivo a ser alcançado, como também dará ao nosso grande parceiro, HDNet, um campeonato que certamente será defendido no programa de televisão. Temos o prazer de agradecer publicamente à HDNet por nos dar a chance de adicionar este título ao programa de televisão.
É o segundo campeonato secundário da ROH em sua história. O primeiro campeonato secundário, o ROH Pure Championship, foi inicialmente usado de 14 de fevereiro de 2004, até ser unificado com o ROH World Championship em 12 de agosto de 2006. O ROH Pure Championship acabaria voltando como um campeonato secundário em janeiro de 2020. Após o anúncio do ROH World Television Championship, o colunista de luta livre James Caldwell fez seus comentários: "Gosto da ideia. Dá aos lutadores intermediários do plantel da ROH algo pelo que lutar no contexto de tentar vencer uma luta para "subir na classificação". Caldwell observou ainda que "a ROH trazendo de volta o título de TV para a TV nacional é consistente com o marketing atual da ROH sob Jim Cornette para "recapturar um sabor da velha escola" para seu produto."
Depois que o show Ring of Honor Wrestling foi cancelado em março de 2011, o título ficou inativo. Embora Daniels tenha parado de defendê-lo, ele ainda carregava o cinturão com ele como parte de seu personagem vilão. Com a venda da ROH para o Sinclair Broadcast Group e um novo programa de televisão programado para ir ao ar em setembro, a ROH restabeleceu o título de evento Best in The World de junho.

## Torneio Inaugural

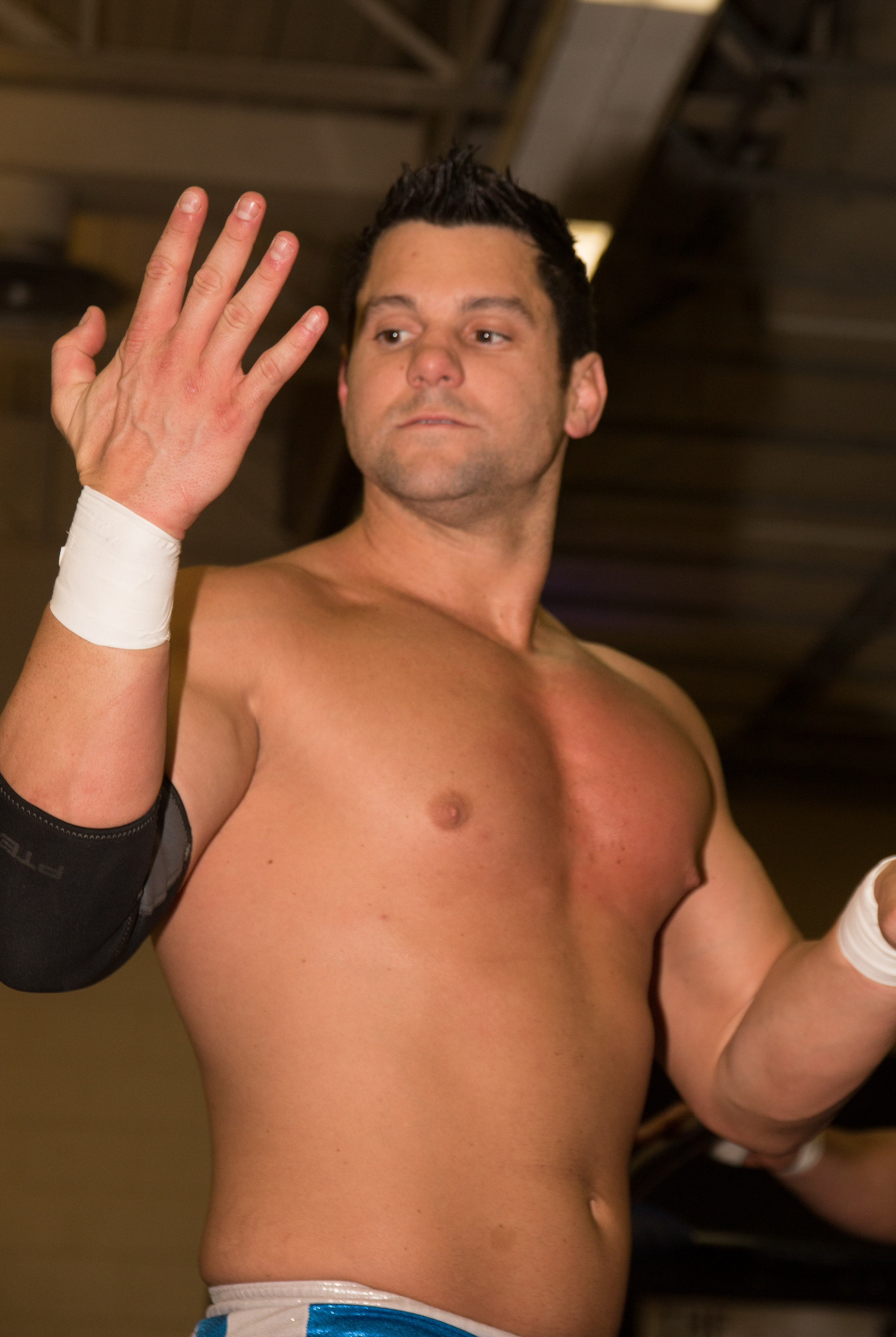
Eddie Edwards, o campeão inaugural

O torneio inaugural do campeonato estava programado para durar um fim de semana de dois dias, começando em 5 de fevereiro de 2010 e terminando em 6 de fevereiro em eventos gravados para transmissão posterior no Ring of Honor Wrestling. No entanto, devido às severas condições climáticas na área da Filadélfia, o segundo dia de gravação foi cancelado. Apenas quase um mês depois, em 5 de março, que a ROH realizou o segundo evento, que encerrou o torneio. Os quatro primeiros lutadores o torneio foram anunciadas em 22 de janeiro de 2010: Rhett Titus, El Generico, Eddie Edwards e Delirious. Os outros quatro lutadores foram anunciadas em 26 de janeiro de 2010: Kevin Steen, Kenny King, Colt Cabana e Davey Richards. A primeira rodada foi determinada no primeiro evento em 5 de fevereiro, com Steen, King, Richards e Edwards avançando para a segunda rodada. Em 5 de março, Edwards e Richards avançaram para a final, onde Edwards derrotou Richards para ser coroado o primeiro campeão. As lutas foram programadas para durar mais de seis episódios do Ring of Honor Wrestling. A primeira luta da primeira rodada que foi ao ar colocou Steen contra Titus, que Steen venceu, no episódio de 8 de março. No mesmo episódio, King contra El Generico foi apresentado, com King avançando. Cabana contra Edwards foi a terceira luta da primeira rodada ao ar, quando foi transmitida no episódio de 15 de março. Richards derrotou Delirious na luta final da primeira rodada, que foi ao ar mais tarde no mesmo episódio.  A primeira luta da segunda rodada, Steen contra Edwards, foi apresentada no episódio de 12 de abril, no qual Edwards avançou para a final. No episódio de 19 de abril, Richards derrotou King para avançar para a final. No episódio de 26 de abril, Edwards derrotou Richards na final do torneio para se tornar o primeiro campeão.

### Chaveamento do torneio
|  | 1ª Rodada (Ring of Honor Wrestling) | 1ª Rodada (Ring of Honor Wrestling) | 1ª Rodada (Ring of Honor Wrestling) |                |                | 2ª Rodada (Ring of Honor Wrestling) | 2ª Rodada (Ring of Honor Wrestling) | 2ª Rodada (Ring of Honor Wrestling) |  |  | Final (Ring of Honor Wrestling) | Final (Ring of Honor Wrestling) | Final (Ring of Honor Wrestling) |  |
|  |                                     |                                     |                                     |                |                |                                     |                                     |                                     |  |  |                                 |                                 |                                 |  |
|  | 1                                   | Kevin Steen                         | Pin                                 |                |                |                                     |                                     |                                     |  |  |                                 |                                 |                                 |  |
|  | 1                                   | Kevin Steen                         | Pin                                 |                |                |                                     |                                     |                                     |  |  |                                 |                                 |                                 |  |
|  | 8                                   | Rhett Titus                         |                                     |                |                |                                     |                                     |                                     |  |  |                                 |                                 |                                 |  |
|  | 8                                   | Rhett Titus                         |                                     | 9              | Kevin Steen    |                                     |                                     |                                     |  |  |                                 |                                 |                                 |  |
|  |                                     |                                     |                                     | 9              | Kevin Steen    |                                     |                                     |                                     |  |  |                                 |                                 |                                 |  |
|  |                                     |                                     | 10                                  | Eddie Edwards  | Pin            |                                     |                                     |                                     |  |  |                                 |                                 |                                 |  |
|  | 3                                   | Colt Cabana                         | 10                                  | Eddie Edwards  | Pin            |                                     |                                     |                                     |  |  |                                 |                                 |                                 |  |
|  | 3                                   | Colt Cabana                         |                                     |                |                |                                     |                                     |                                     |  |  |                                 |                                 |                                 |  |
|  | 6                                   | Eddie Edwards                       | Pin                                 |                |                |                                     |                                     |                                     |  |  |                                 |                                 |                                 |  |
|  | 6                                   | Eddie Edwards                       | Pin                                 |                | 13             | Eddie Edwards                       | Pin                                 |                                     |  |  |                                 |                                 |                                 |  |
|  |                                     |                                     |                                     |                |                |                                     |                                     |                                     |  |  |                                 |                                 |                                 |  |
|  |                                     |                                     | 14                                  | Davey Richards |                |                                     |                                     |                                     |  |  |                                 |                                 |                                 |  |
|  | 4                                   | Davey Richards                      | 14                                  | Davey Richards | Pin            |                                     |                                     |                                     |  |  |                                 |                                 |                                 |  |
|  | 4                                   | Davey Richards                      |                                     |                |                |                                     |                                     |                                     |  |  |                                 |                                 |                                 |  |
|  | 5                                   | Delirious                           |                                     |                |                |                                     |                                     |                                     |  |  |                                 |                                 |                                 |  |
|  | 5                                   | Delirious                           |                                     | 11             | Davey Richards | Pin                                 |                                     |                                     |  |  |                                 |                                 |                                 |  |
|  |                                     |                                     |                                     | 11             | Davey Richards | Pin                                 |                                     |                                     |  |  |                                 |                                 |                                 |  |
|  |                                     |                                     | 12                                  | Kenny King     |                |                                     |                                     |                                     |  |  |                                 |                                 |                                 |  |
|  | 2                                   | Kenny King                          | 12                                  | Kenny King     | Pin            |                                     |                                     |                                     |  |  |                                 |                                 |                                 |  |
|  | 2                                   | Kenny King                          |                                     |                |                |                                     |                                     |                                     |  |  |                                 |                                 |                                 |  |
|  | 7                                   | El Generico                         |                                     |                |                |                                     |                                     |                                     |  |  |                                 |                                 |                                 |  |

## Design do cinturão
O primeiro design do cinturão foi apresentado em 5 de março de 2010, quando foi dado ao recém-coroado campeão inaugural Eddie Edwards. O cinturão foi projetado pela All Star Championship Belts d/b/a ASCB, LLC. A base do título era uma pulseira de couro preto coberta com quatro pequenas placas de prata. O centro do título tinha uma grande placa de prata. Todas as placas tinham uma cobertura interna azul. As duas pequenas placas externas tinham uma caricatura da Terra e um satélite em órbita . As placas do meio tinham figuras que lembravam um cinegrafista filmando uma produção de televisão. Abaixo de cada figura estavam o logotipo da ROH e as palavras "Ring of Honor Wrestling". A placa central tinha as gravuras do logotipo da ROH, bem como a escrita "World Television Wrestling Champion" pairando sobre o cenário de uma cidade, com uma televisão em cima de um globo com uma tomada aérea de um ringue de luta livre entre eles na frente do horizonte.
Em novembro de 2012, o design foi alterado durante o reinado de Adam Cole. O novo design parecia ser baseado no WCW World Six-Man Tag Team Championship.
Entre 2014 e 2015, durante o segundo reinado de Jay Lethal, o design do cinturão foi modificado para enfatizar a parte "ROH Champion" do título. Lethal afirmou que o Television Championship era mais prestigioso do que o ROH World Championship, já que ele era o campeão.
Em janeiro de 2018, além de outros cinturões da ROH, o ROH World Television Championship recebeu um novo design.

## Reinados

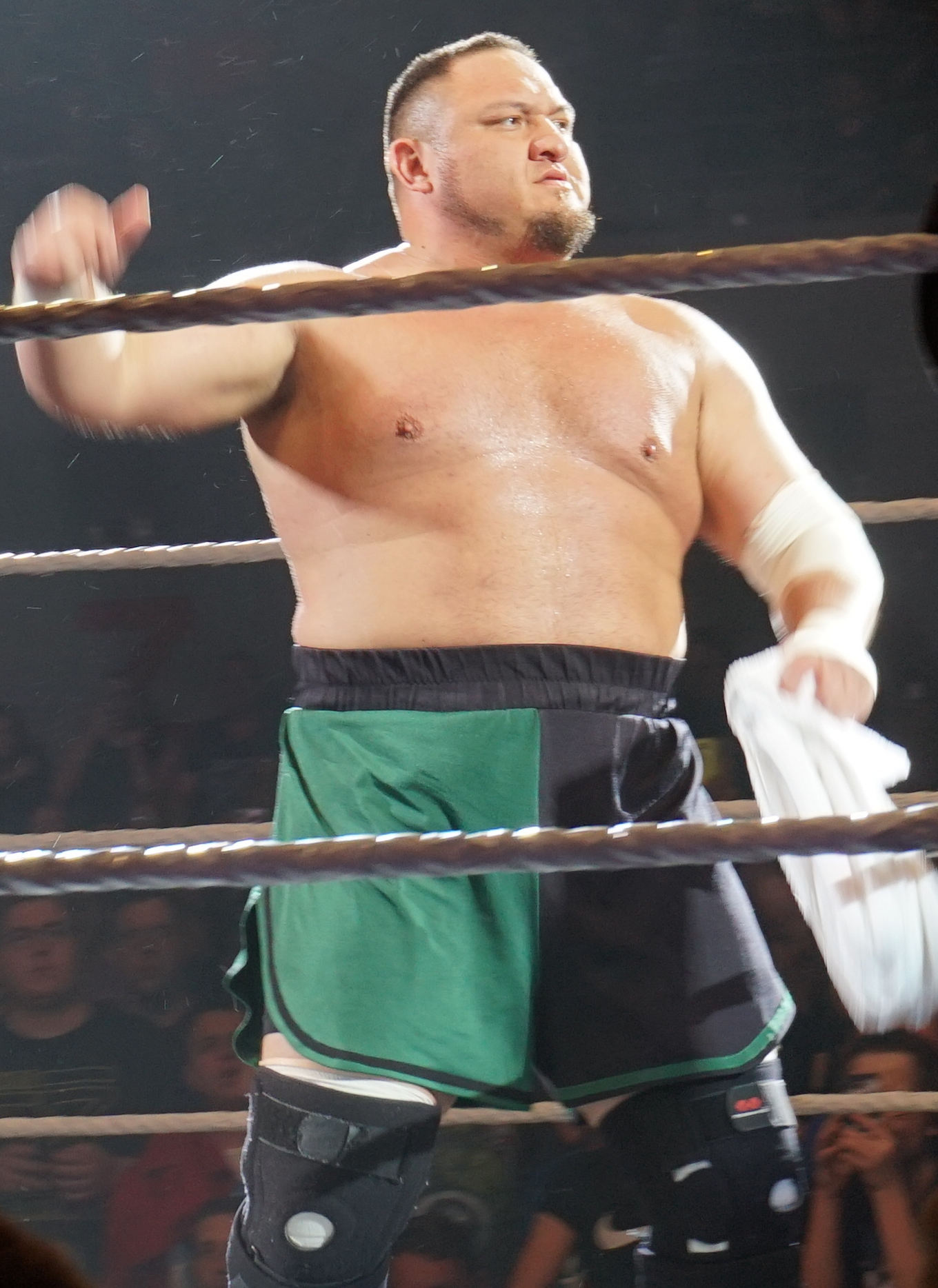
Samoa Joe, o atual campeão

Até 21 de março 2025, houve 30 reinados entre 25 campeões. Eddie Edwards foi o campeão inaugural. O segundo reinado de Jay Lethal é o mais longo com 567 dias, enquanto o reinado de Will Ospreay é o mais curto com 2 dias. Lethal também tem o reinado combinado mais longo em 798 dias. Minoru Suzuki é o campeão mais velho, conquistando o título aos 53 anos, enquanto Adam Cole é o mais jovem quando conquistou o título aos 22 anos.
Samoa Joe é o atual campeão em seu primeiro reinado. Ele derrotou Minoru Suzuki em 13 de abril de 2022 em New Orleans, Louisiana, no AEW Dynamite.